# Basilika St. Anna (Detroit)

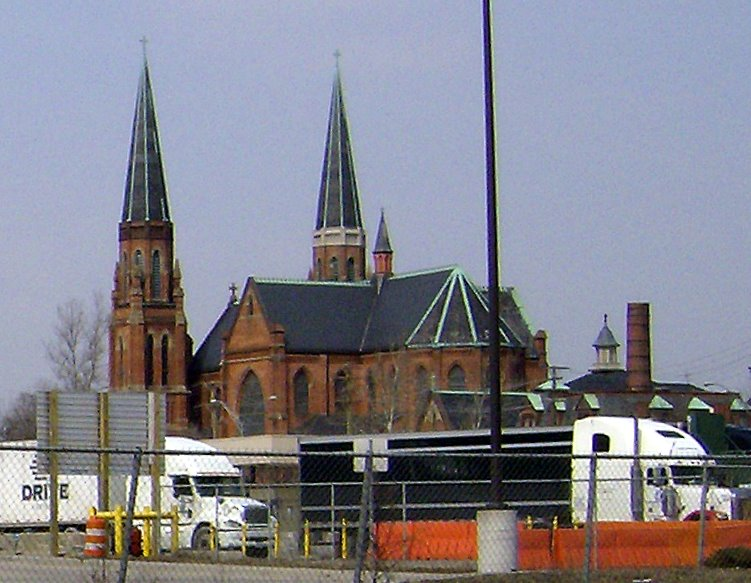
Basilika Sainte Anne de Détroit

Die Basilika St. Anna (französisch Basilica Sainte Anne de Détroit) ist eine römisch-katholische Kirche in Detroit im US-amerikanischen Bundesstaat Michigan. Die Pfarrei des Erzbistums Detroit wurde am 26. Juli 1701 von französischen Kolonisten in Neufrankreich gegründet und ist die zweitälteste ununterbrochen in Betrieb befindliche römisch-katholische Pfarrei in den Vereinigten Staaten nach der Kathedrale von St. Augustine. Die heutige, 1886 im Stil einer neugotischen Kathedrale erbaute Kirche steht im Richard-Hubbard-Viertel in der Nähe der Ambassador Bridge und des Michigan Central Station. Ihre Vorgängerkirche war erster Bischofssitz des Bistums Detroit.
Historisch gesehen hat die Kirchengemeinde acht verschiedene Gebäude genutzt. Der Komplex mit Pfarrhaus und Schule wurde 1976 in das National Register of Historic Places aufgenommen. Der Haupteingang der Kirche liegt an einem großen, von Bäumen gesäumten, mit Ziegeln gepflasterten Platz. Entsprechend den demografischen Veränderungen in der Stadt und der Region seit den 1930er Jahren ist die heutige Gemeinde überwiegend von Latinos bewohnt. Am 1. März 2020 erhob Papst Franziskus die Kirche zu einer Basilica minor.

## Geschichte
Die Kirche von Ste. Anne war das erste Gebäude, das in Fort Pontchartrain du Détroit errichtet wurde. Die Umgebung entwickelte sich zur Stadt Detroit. Cadillac und eine Gruppe französischer Kolonisten kamen am 24. Juli 1701 am Ufer des Detroit River an. Sie begannen mit dem Bau einer Kirche am 26. Juli 1701, dem Festtag der hl. Anna. Die Pfarrei wurde von den Siedlern zu Ehren der Schutzpatronin Frankreichs gegründet und benannt. Nicholas Constantine del Halle, ein Franziskaner, und François Vaillant, ein Jesuit, waren die beiden Priester, die die Gruppe begleiteten. Vaillant kehrte im Herbst in den Osten nach Québec zurück.
1703 setzten amerikanische Ureinwohner die Kirche in Brand; dabei wurde ein Teil des Forts, einschließlich der Kirche, des Pfarrhauses und der Taufbücher, zerstört. Im Jahr 1704 wurde ein neues Kirchengebäude errichtet. Die ältesten erhaltenen Kirchenbücher stammen aus dieser Zeit. Der von Indianern erschossene Pater del Halle wurde unter dem Altar von St. Anna begraben und seither viermal in die nachfolgenden neuen Kirchengebäude überführt.
Pfarrer Chérubin Deniau wurde der Gemeinde zugewiesen und begann 1708 mit dem Bau einer größeren Kirche. Diese Kirche befand sich außerhalb der Palisade des Forts. Sie wurde 1714 von Siedlern bei einem Angriff der Indianer niedergebrannt, da sie befürchteten, sie würde den Angreifern Deckung bieten. Danach besaß die Gemeinde viele Jahre lang kein Kirchengebäude mehr.
Ein solches könnte von Pater Bonaventure Liénard gebaut worden sein, der hier mehr als drei Jahrzehnte lang, von 1722 bis 1754, Pfarrer war. Von Pfarrer Simple Bocquet ist bekannt, dass er 1755, also innerhalb eines Jahres nach seiner Ankunft, mit dem Bau eines neuen Kirchengebäudes begann. Bocquet wirkte hier fast 30 Jahre lang. 1763 war Detroit Teil des französischen Gebiets östlich des Mississippi, das nach dem Sieg der Briten im Siebenjährigen Krieg an diese abgetreten wurde. Nach dem Amerikanischen Unabhängigkeitskrieg kam das Gebiet Anfang des 19. Jahrhunderts an die Vereinigten Staaten.
Pater Gabriel Richard wurde 1796 nach St. Anna berufen. Er half bei der Gründung der Schule, aus der später die Universität von Michigan hervorging, gründete Grundschulen für weiße Jungen und Mädchen sowie für Indianer und wurde als Vertreter des Territoriums in den US-Kongress gewählt. Nach seinem Tod im Jahr 1832 wurde Pater Richard unter dem Altar der St.-Anna-Kirche beigesetzt.

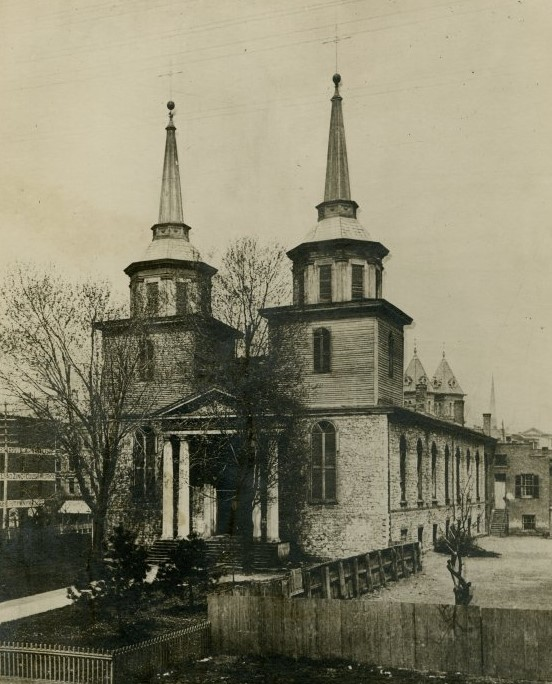
St. Anna, 1840

Im Jahr 1805 wurde der größte Teil von Detroit, einschließlich der Kirche, durch einen Brand zerstört. Mit dem Bau einer neuen Kirche wurde erst 1818 begonnen, und sie wurde erst 1828 fertiggestellt. Diese Kirche wurde an einem neuen Standort außerhalb des Geländes des alten Forts, aber immer noch in der Nähe des Detroit River errichtet. 1833 wurde St. Anna durch Bischof Friedrich Reese zur Kathedrale der neuen römisch-katholischen Diözese Detroit erhoben; in dieser Funktion diente sie bis 1848. In diesem Jahr verlegte Koadjutor-Bischof Peter Paul Lefevre den Bischofssitz in die St.-Peters-Kathedrale, die heutige Saints Peter and Paul Church.
In den 1860er Jahren wurde das Kirchengebäude von 1818 abgerissen. Das Mobiliar und sogar der Grundstein wurden zwischen der Gemeinde St. Anna und der neuen Gemeinde St. Joachim, die nach Annas Mann benannt wurde, aufgeteilt. Sowohl die Annen- als auch die Joachimsgemeinde führten französische Traditionen fort. In den 1920er Jahren führten die zunehmende Einwanderung aus dem 19. Jahrhundert und andere demografische Veränderungen dazu, dass St. Anna eine überwiegend irisch-amerikanische Gemeinde hatte. Seit den späten 1930er Jahren ist die Bevölkerung hauptsächlich hispanisch. Zu dieser Zeit waren die meisten hispanischen Gemeindemitglieder Einwanderer aus Mexiko und Puerto Rico. Die erste Predigt in spanischer Sprache wurde 1940 gehalten, die letzte Predigt in französischer Sprache im Jahr 1942. Ein spanischsprachiger Priester wurde 1946 eingesetzt. Die Pfarrei ist nach wie vor überwiegend hispanisch geprägt, in jüngster Zeit verstärkt durch Zuwanderer aus mittel- und südamerikanischen Ländern.

## Architektur

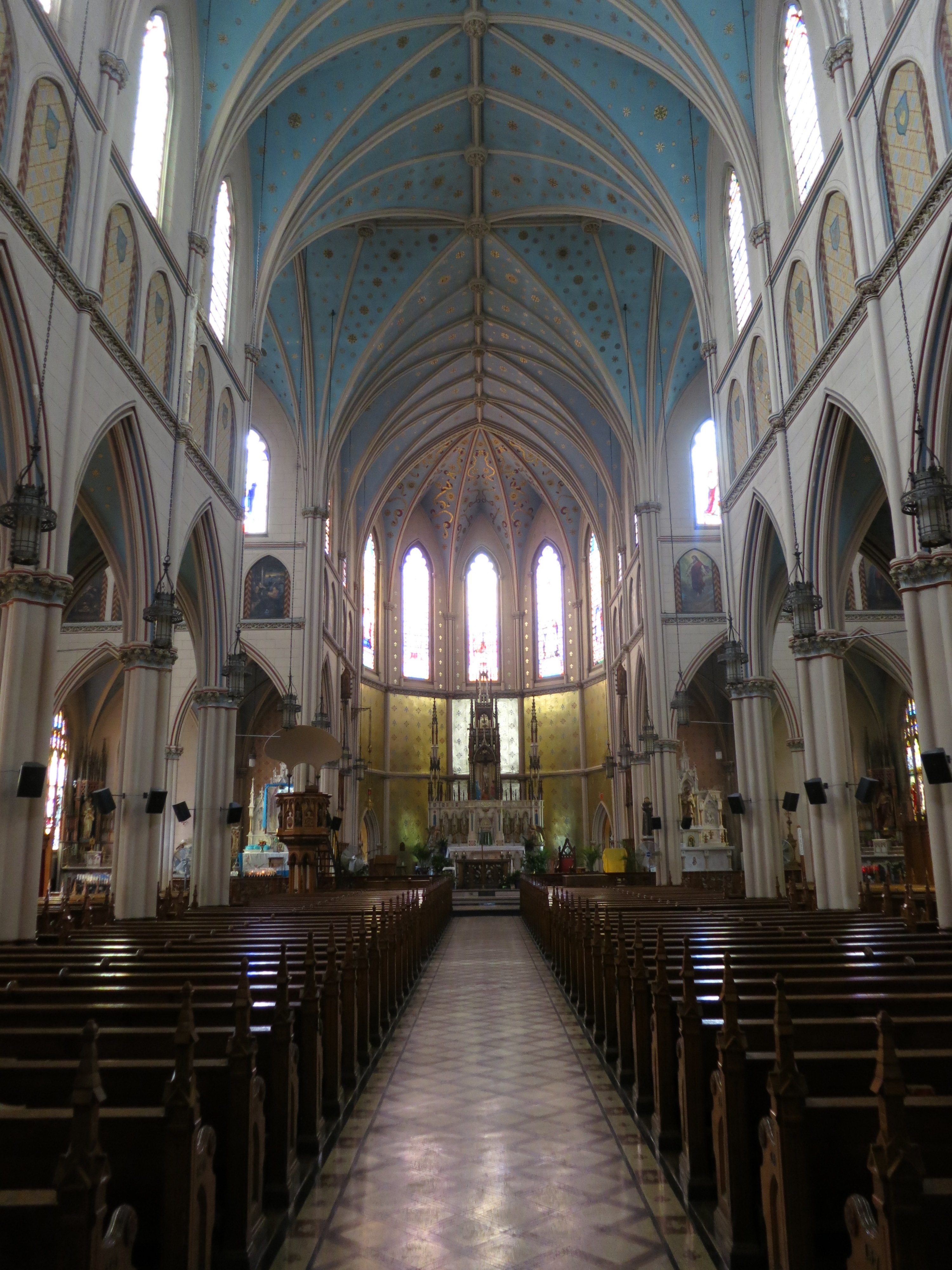
Innenraum

Die neugotische Basilika wurde 1886–1887 hinter einer Doppelturmfassade mit drei Portalen aus Backstein errichtet, die im Portalbereich auf der unteren Etage mit Kalkstein verkleidet ist. Die flankierenden zwei Türme erreichen mit ihren spitzen Helmen 55 m. Charakteristisch für die dekorativen Elemente sind die hellen Kranzgesimse, die Konsolen und die schmalen gotischen Fenster, die mit Blendwerk gefüllt sind. Sie hat den Grundriss eines lateinischen Kreuzes. Im Inneren der Kirche gibt es 1300 Sitzplätze.
Obwohl der Entwurf der Kirche oft Leon Cocquard zugeschrieben wird, wird in den Gemeindeunterlagen, in der Baugenehmigung Nr. 23 von Detroit und im Abschlussbericht für den historischen Bezirk Ste. Anne Albert E. French als Architekt der Kirche genannt. French entwarf die Kirche im Stil der Neogotik mit fliegenden Strebepfeilern, die die französische Geschichte der Gemeinde und des Gebiets zum Ausdruck bringen. Die Kirche liegt an einem großen, begrünten Backsteinplatz, und der Haupteingang an der Nordfassade ist mit vier Wasserspeiern geschmückt.
Der Altar der Kirche von 1818 und die sterblichen Überreste von Pater Richard sind in einer Seitenkapelle der heutigen Kirche untergebracht. Weitere Elemente aus der Kirche von 1818 sind das Kommuniongeländer, eine Statue von St. Anna und die Kirchenglocke. St. Anna weist die ältesten Glasmalereien der Stadt Detroit auf.
Die Orgel in der Hauptkirche wurde von Granville Wood and Sons im Jahr 1890 gebaut und wurde von Casavant Frères im Jahr 1940 wegen eines Wasserschadens instand gesetzt.